# Eugeni Forcano i Andreu
Eugeni Forcano i Andreu   (Canet de Mar, 1926 - Canet de Mar, 22 d'abril de 2018) fou un fotògraf català.

## Biografia
De formació autodidacta, el 1959 comença a participar en salons internacionals i el 1960 va entrar a treballar a la revista Destino de la mà de Nèstor Luján Fernández i Josep Vergés i Matas, per a la qual va fer nombroses portades i amb la qual va mantenir relació professional contínua fins al 1974. També va treballar a l'agència Roldós, a l'Editorial Seix Barral (1962), a les agències France-Presse i Dalmas (1963). Des del 1964 també col·labora en la revista Don, on treballà amb Joan Perucho, Josep Maria Espinàs, Jaime Gil de Biedma i Juan Marsé.
El 1963 va viatjar a París convidat pel Comissariat General de Turisme Francès, i el 1969 també treballà per a Publinsa-Keiton & Eckardt, Delpire (París) i Dupont (Suïssa). El 1971 el Foment de les Arts Decoratives l'escollí com a fotògraf per a un cicle de conferències de Daniel Giralt Miracle, Oriol Bohigas, Yves Zimmerman i Miquel Porter i Moix.
Durant els anys setanta es va dedicar a la fotografia publicitària i de moda, fent fotografies per a cartells d'esdeveniments com el Certamen de la Moda Internacional Masculina (1975) i la Setmana Internacional de la Tercera Edat (1972, 1973, 1974). En els darrers anys s'ha dedicat a la fotografia artística de caràcter abstracte, barrejant llum i color.
El 2009 donà 650 fotografies a l'Arxiu Fotogràfic de Barcelona, i el 2013 va cedir dues col·leccions de fotografies sobre Josep Pla a la Casa Museu Lluís Domènech i Montaner, a Canet de Mar.

## Guardons
El 1963 va rebre el Premi Ciutat de Barcelona de fotografia en blanc i negre i el 1976 el premi de fotografia en color. El 1970 va rebre la Medalla d'Or de l'Agrupació Fotogràfica de Catalunya i el premi Gardoqui pel seu treball en color per a Myrurgia i Warner's. El 1978 fou nomenat artista FIAP de la Federació Internacional d'Art Fotogràfic, el 1985 va rebre el premi Negtor-84, el 2009 la Medalla d'Or al Mèrit Artístic de l'Ajuntament de Barcelona i el 2012 la Creu de Sant Jordi.

## Obres

### Exposicions
- Homenatge a Joan Miró (1978)
- Cartells del Reial Club de Tennis Barcelona (1979)
- Exposició permanent de la Clínica Quirón (1984)
- Retrat de Barcelona al Centre de Cultura Contemporània de Barcelona (1995)
- Josep Pla. Viatges a la Catalunya Nord (1997)
- Obra en blanc i negre a la Galeria Kowasa de Barcelona (2001)
- La vitrina del fotògraf, retrospectiva (2004)
- Exposició antològica al Palau de la Virreina de Barcelona (2004)
- La meva Barcelona Arxivat 2012-11-29 a Wayback Machine. (2010)
- Vides privades (2004)
- El pop español (2004)
- Mirades paral·leles. La fotografia realista a Itàlia i a Espanya al MNAC (2006)

### Llibres de fotografies
- Josep Pla vist per Eugeni Forcano (1996)
- A l'ombra seductora de Josep Pla (1997)
- Banyoles en dia de mercat, 1966 (1999)
- Fotografía y sociedad en la España de Franco. Fuentes de la memoria III (1996)

### Il·lustració de llibres
- Guia de Barcelona (1964) amb text de Carles Soldevila
- Festa Major (1969) de Josep Maria Espinàs
- Obra completa de Josep Pla (1984)
- "Catalanes Todos" de Javier Perez Andújar (2014). Il·lustració de la coberta del llibre amb la fotografia: Euforia dental (Rambla de Catalunya, Barcelona, 1965) amb Pere Torres i Morell.